# 阿里兹河畔迪尔邦
阿里茲河畔迪尔邦（法語：Durban-sur-Arize，法語發音：[dyʁbɑ̃ syʁ aʁiz]）是法国阿列日省的一个市镇，属于富瓦区。

## 地理
阿里兹河畔迪尔邦（43°1'10"N, 1°20'39"E）面积6.75 平方千米，位于法国奧克西塔尼大區阿列日省，该省份为法国西南部内陆省份，西部和北部与上加龙省接壤，东临奥德省，东南至东比利牛斯省接壤，南与安道尔和西班牙接壤。
与阿里兹河畔迪尔邦接壤的市镇（或旧市镇、城区）包括：阿利耶尔、塞鲁堡、卡斯泰尔诺迪尔邦、勒马斯达济勒、蒙瑟龙。

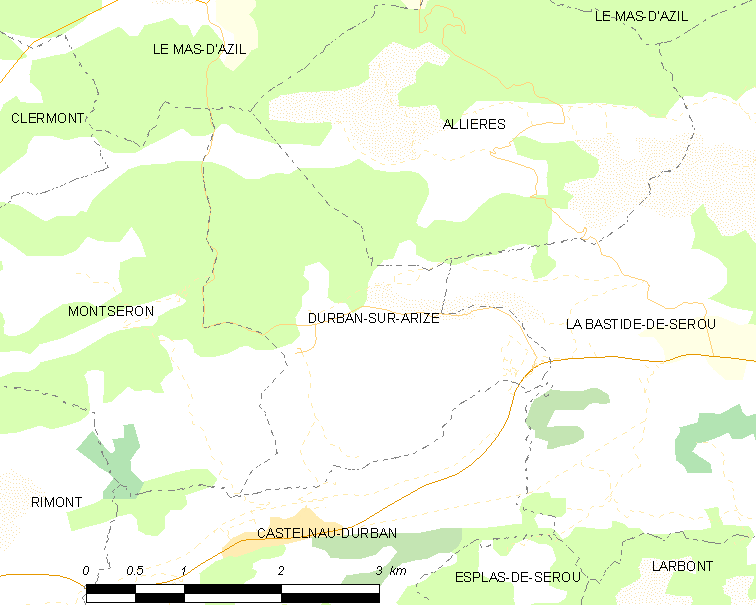
阿里兹河畔迪尔邦的OSM定位图

阿里兹河畔迪尔邦的时区为UTC+01:00、UTC+02:00（夏令时）。

## 行政
阿里兹河畔迪尔邦的邮政编码为09240，INSEE市镇编码为09108。

## 政治
阿里兹河畔迪尔邦所属的省级选区为库斯朗东县。

## 人口

1962-2008年间阿里兹河畔迪尔邦人口变化图示

阿里兹河畔迪尔邦于2022年1月1日时的人口数量为179人。